# Rosalina Abejo
Schwester Maria Rosalina Madroñal Abejo, RVM (Religious of the Virgin Mary) (* 13. Juli 1922 in Tagoloan, Misamis Oriental, Philippinen; † 5. Juni 1991 in Fresno, Fresno County, Kalifornien, Vereinigte Staaten) war eine philippinische Ordensschwester, Komponistin, Dirigentin und Musikpädagogin.

## Leben

### Kindheit und Ausbildung auf den Philippinen 1922 bis 1962
Rosalina Abejos Eltern waren der Künstler, Redner, Dichter und Geiger Pedro Abejo y Villegas und die Sängerin Beatriz Zamarro de Abejo. Sie wuchs in einer musikalischen Umgebung auf und hatte acht Geschwister, die entweder Violine oder Klavier spielten. In Misamis Oriental lebten ungefähr fünfundzwanzig Onkel und Cousins, die sich regelmäßig zum Musizieren trafen und ein Orchester bildeten. Schon früh bekam sie Klavierunterricht. Zunächst ging sie auf die St. Mary’s School in Tagoloan. Sie war eine begabte Schülerin und übersprang zweimal eine Klassenstufe. Danach ging sie auf das Lourdes College in Cagayan de Oro City. Rosalina erhielt ihren ersten Musikunterricht von der Cousine ihrer Mutter, der späteren Schwester Maria Rosario Madroñal, RVM, und von Schwester Marcela Ramos, RVM. Nach dem Erlangen des Elementary Teacher’s Certificate 1940 trat sie in den Orden Religious of the Virgin Mary.
Zu Beginn des Zweiten Weltkriegs war sie Pianistin, Organistin und Chorleiterin ihrer Kongregation. Sie gab Musikunterricht und begann zu komponieren. 1949 erhielt sie ihr Associate Degree an der School of Music des St. Scholastica’s College in Manila. Sie erhielt 1956 ihr Bachelor of Music degree mit Hauptfach Klavier am St. Scholastica’s College. 1957 erlangte sie ihren M.Mus in Komposition an der Philippine Women’s University in Manila. Bei ihrem Abschlusskonzert wurden ihre Werke vom Filipino Youth Symphony Orchestra unter Professor Luis Valencia aufgeführt. Als Solisten wirkten die Opernsänger Aurelio Estanislao und Fides Cuyugan sowie die Pianistin Carmencita Losada mit. Von 1957/1958 bis 1960/1961 war sie Dean of Music am Lourdes College in Cagayan de Oro City. Außer dem Sinfonieorchester, das sie 1957 gründete, leitete sie dort auch einen Chor. 1961 bis 1962 hatte sie die gleiche Funktion am Immaculate College in Manila inne.

### Zeit der Auslandsaufenthalte zwischen 1962 und 1975
Von 1962 bis 1964 ging Rosalina Abejo für weitere Studien ins Ausland. Sie präsentierte ihre Kompositionen und gab Klavierkonzerte. Bis 1963 hatte sie ungefähr 300 Musikstücke komponiert. Sie traf 1962 bei einer Audienz im Vatikan Papst Johannes XXIII., der sie darin bestärkte den musikalischen Weg weiterzugehen. 1962 studierte sie bei Felix Labunski, einem Schüler Vincent d’Indys und Paul Dukas’, an der Labunski School of Composition in Cincinnati, 1963 belegte sie bei Wayne Barlow (* 6. September 1912; † 17. Dezember 1996), einem Schüler Arnold Schönbergs, an der Eastman School of Music in Rochester einen doctoral level course. 1963/64 studierte sie bei George Thaddeus Jones an der Katholischen Universität von Amerika in Washington D.C. An der Eastman School of Music studierte sie Klavier bei José Echániz. Sie besuchte Orchesterproben bekannter Dirigenten wie Alfred Wallenstein und Fritz Mahler. In Europa studierte sie bei Darius Milhaud, Marinus Jong und Nadja Boulanger.
Von 1964 bis 1976 unterrichtete sie am St. Mary’s College in Manila Komposition und war Sekretärin der Nationalen Liturgischen Kommission für sakrale Musik. Von 1967 bis 1976 war sie Gründerin, Direktorin und Dirigentin der Nuns Concerts for charity.
Sie beschäftigte sich mit der Behandlung und dem Umgang mit körperlich und geistig behinderten Menschen und besuchte Kurse in Musiktherapie an der Kansas University bei Gaston Thayer.
1968 bis 1970 belegte sie Dirigierintensivkurse bei Fritz Mahler in New York City und besuchte 1974/75 bei Franco Ferrara in Rom einen Intensivworkshop für Dirigenten.

### Zeit in den USA nach 1977
1977 siedelte Rosalina Abejo in die USA über. Nachdem sie ihren Orden Religious of the Virgin Mary verlassen hatte, schloss sie sich 1979 den in den USA beheimateten International Sisters for Christian Community an. Von 1977 bis 1979 unterrichtete sie Komposition, Musiktheorie und Musikerziehung an der Kansas University. Sie war Fakultätsdirektorin der Musikabteilung und leitete die Schola Cantorum und den Chor der Seminaristen am St. Pius X Seminary in Covington in Kentucky. 1979 gründete sie das Ars Nova Symphony Orchestra und den Ars Nova Concert Chorus in Fremont, Alameda County in Kalifornien. Sie war Direktorin und Dirigentin beider Ensembles. 1978 bis 1982 war sie Musikdirektorin an der Holy Spirit Church in Fremont. Ab 1982 war sie an der St. Leonards Church in Fremont. Sie starb im Alter von 68 Jahren am 5. Juni 1991 in Fresno. Ihr Grab befindet sich auf dem Irvington Memorial Cemetery in Fremont. Rosalina Abejo arbeitete für viele Wohltätigkeitsorganisationen wie die Dr. José Rizal Memorial Foundation, die United Nations Association of the Philippines und andere katholische Organisationen. Sie war Vizepräsidentin der Philippine Conductors’ Association.

## Auszeichnungen
Rosalina Abejo wurde 1967 mit dem Republic Culture Heritage Award und 1970 mit der Mother Battig Centennial Recognition ausgezeichnet. Baptista Battig, OSB war die Gründerin des Conservatory of Music am St. Scholastica’s College. Des Weiteren wurde sie 1973 mit dem Philippines’ Independence Day Award und 1975 mit dem Tandang Sora Award ausgezeichnet. Die Philippine Foundation of Performing Arts in America wählte sie 1980 zur Präsidentin.

## Werke (Auswahl)
Rosalina Abejos Werk umfasst über dreihundert Kompositionen. Darunter befinden sich Orchesterwerke, Messen und andere liturgische Werke, das erste philippinische Oratorium, Operetten, Lieder, Klavier- und Kammermusik. Sie verfasste Musiklehrbücher für Elementary Schools und High Schools.

### Musik
- Gregoria, 1950

- Academic Festival Quartet[15]
- Aeolian Piano Concerto [Äolisches Klavierkonzert], 1949[2]; Fassung für zwei Klaviere
- Aeolian Toccara für zwei Klaviere OCLC 967634415
- Advent, Kantate, 1957[14]
- Allegro scherzando für zwei Klaviere
- A Filipino in Paris, Humoresque für Orchester OCLC 967634418
- Bayanihan dancer für Klavier, 1965 OCLC 1003222530
- Beatriz Sinfonie
- Brotherhood Symphony, 1986
- Buhay. Zyklus für Sopran und Orchester, 1969
- Bukidnon Caprice
- Bukidnon, Tondichtung, 1966 OCLC 967634493
- Convent Garden Suite, 1956
- The conversion of King Humabon, Kantate, 1967[2][14]
- Death and victory, 1976
- Dalawang Pusong Dakila
- Easts Meets West in Dance, 1991
- Explosion of the Pyramids, 1985
- Fantasia für zwei Klaviere

- Fughetta on the white keys, Neo Classical für Klavier OCLC 989337442
- Gitarrenkonzert[10]
- Grand Pontifical March
- The Guerilla Symphony. Sinfonie in einem Satz. A Serenity of the Philippines [Ruhe der Philippinen] B Invasion C Occupation [Besetzung] D Battle of Liberation [Freiheitskampf] E Victory [Sieg]. Eingespielt mit dem Philippine Symphony Orchestra unter Rosalina Abejo[16]
- Hating Gabing Tahimik, Weihnachtslied. Eingespielt von The Sisters Concert Chorus und der Solistin Sr. M. Isabelita, R.V.M.[17]

- Hold High the torch, 1981
- Iberian Promenade, Rhapsodie für Orchester, 1980 OCLC 967634469
- Imelda für drei Klaviere
- In memoriam
- Jubilee Sinfonie
- Kaleidoscope '70 für zwei Klaviere OCLC 989422504
- Kantahin filipino OCLC 596565617
- Klavierquintett, 1965
- Konzertwalzer nach Volksliedern
- La Filipina „Imelda“, Fantasie auf philippische Themen für Marimba und Orchester. Imelda Romualdez Marcos, der First Lady, gewidmet. Eingespielt von Petra Molas, Marimba, und dem Philippine Symphony Orchestra unter Rosalina Abejo.[16]

- Larawan ng Isang Babae
- Liturgical Serenade
- Loops, Circles and Squares, 1979
- Mangina canyon trail für zwei Klaviere OCLC 989453749
- Maranaw Trail für zwei Marimbas, Klavier und Schlagzeug, 1971
- Marian Symphony
- Marimbakonzert[10]
- Mga awiting Pilipino [Philippinische Lieder]. Mitverfasser Alfredo S.Buonaventura. Manila, 1980[18] OCLC 23574083
- Mindanao echoes für Klavier
- Mindanao Festival for two pianos
- Muslim diver, 1986
- Muslim Wedding
- The Mutiny and The Woman: Bloodless Revolution, 1987. Aufgeführt am 11. Januar 1987 in der Davies Symphony Hall in San Francisco.[19]
- New York Summer, Fantasie für Klavier, Manila OCLC 989340625
- Ode to a Statesman, 1971. Dem philippinischen Präsidenten Ferdinand E. Marcos gewidmet. Eingespielt mit dem Philippine Symphony Orchestra unter Rosalina Abejo[20]

- O Jesus ego amo te [O Jesus, ich liebe dich] für vierstimmigen gemischten Chor OCLC 1060192250
- Oktett für Bläser und Streicher
- Onward Ye Women, 1975
- Overture 1081. Eingespielt mit dem Philippine Symphony Orchestra unter Rosalina Abejo[20]
- Pag-ibig Sa Tinubuang Bayan, Choralsinfonie, 1979[1]
- Pagtubos (Redemption) [Erlösung], Oratorium, 1969[14]
- Pamuhat-buhat
- Panahon
- Pioneer Symphony
- Portrait of a Lady. First Lady Imelda Romualdez Marcos zum Geburtstag gewidmet. Eingespielt mit dem Philippine Symphony Orchestra unter Rosalina Abejo[21]
- President Kennedy Marsch
- Recuerdos [Grüße] für Gitarre und Orchester. Zu Ehren der First Lady Imelda Romualdez Marcos. I Leyte Chimes II Manila memories [Erinnerungen an Manila] III Malacañang gardens. Eingespielt von Bill Guerrero, Gitarre, und dem Philippine Symphony Orchestra unter Rosalina Abejo.[21][16]
- Fünf Streichquartette, 1949–1959[1]
- Sons of the Loyola march. Lied mit Klavierbegleitung.Text: Rev. Fr. Francisco Araneta. Manila, Phoenix, 1965
- Story of Was for Orchestra, 1991
- Strings on the dignity of man, 1979
- Surge of the fair sex, 1984
- Symphony of fortitude and sudden springs, 1989
- Symphony of life, 1988
- Symphony of psalms, 1988
- Tha-natopsis, 1956[10]
- The Blood Compact of 1565. Sinfonische Dichtung, 1970 OCLC 967634416
- The dignity of man für Streichorchester OCLC 967634414
- The Trilogy of Man, 1971[10]
- Three Philippine folk songs, Westwood Press, Cincinnati, 1967 OCLC 936379131
- Three projections
- Valle de los Caidos, 1964
- Dreizehn Variationen für zwei Klaviere
- Vespers in a Covenant garden

- Villancico Filipino  [Philippinisches Weihnachtslied]  Eingespielt  von The  Sisters  Concert  Chorus mit den Solisten[17]
- Five Wedding Songs, 1983
- Why should we weep so, 1968

### Unterrichtswerke
- Learning to read an write music,  Bustamente Press, Quezon City, 1969 OCLC 842876813
- Let’s play the piano